# Route nationale 808
Pour les articles homonymes, voir Route 808.
La route nationale 808 ou RN 808 était une route nationale française reliant Saint-Hilaire-du-Harcouët à Sées. À la suite de la réforme de 1972, le tronçon de Saint-Hilaire-du-Harcouët à Domfront a été repris par la RN 176 et celui de Domfront à Sées a été déclassé en RD 908.

## Ancien tracé de Saint-Hilaire-du-Harcouët à Sées (N 176 & D 908)
- Saint-Hilaire-du-Harcouët N 176
- Saint-Symphorien-des-Monts
- Buais
- Le Teilleul
- Saint-Mars-d'Égrenne
- Domfront D 908
- La Ferté-Macé
- Joué-du-Bois
- Carrouges
- La Lande-de-Goult
- La Ferrière-Béchet
- Sées